# Gévaudan

Wapen van Gévaudan onder de Franse koning

Gévaudan is een voormalige provincie van Frankrijk, die nagenoeg overeenkomt met het huidige departement van de Lozère in de regio Languedoc-Roussillon.

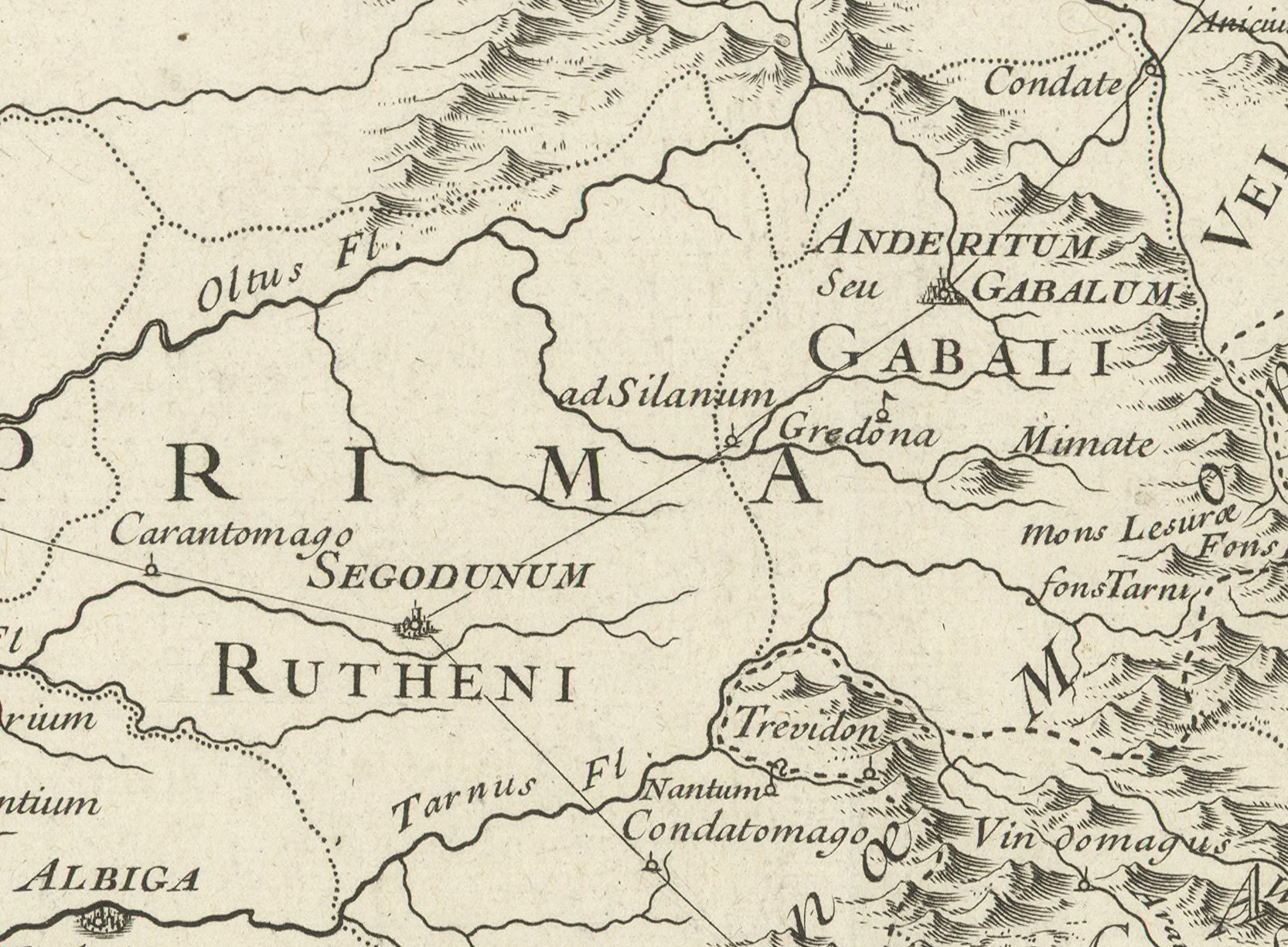
De Latijnse namen Anderitum en Gabalum staan voor Javols; Gedona voor Grèzes; Mimate voor Mende; Tarnus voor de rivier Tarn; Oltus voor de rivier Lot

## Geschiedenis
Gévaudan is genoemd naar de Gabali, een Gallische stam onderhorig aan de Arverni. Hun voornaamste nederzetting Anderitum, werd door de Romeinen hernoemd tot Gabalum, het huidige Javols. De streek werd gekerstend door de heilige Privatus. 
In de vroege middeleeuwen behoorde het gebied tot het Graafschap Toulouse. Javols verloor zijn plaats als voornaamste centrum aan Mende, ook nu nog de préfecture of departementshoofdstad. In 1166 kwam het gebied toe aan Alfons II van Aragón. Met het Verdrag van Corbeil ging het gebied in 1258 over naar de Franse kroon. Het gebied maakte sinds de 16e eeuw deel uit van de provincie Languedoc, maar behield wel een eigen provinciale Staten-Generaal. Van 1307 tot 1789 waren de bisschoppen van Mende graaf-bisschop van Gévaudan.
In 1789 kwam met de Franse Revolutie een einde aan de macht van de provincies en in de periode 1790-1791 werd de provincie Gévaudan het departement Lozère.

## Beest van Gévaudan
De naam Gévaudan is bekend door het beest van Gévaudan, een roofdier dat in 18e eeuw veel dodelijke slachtoffers maakte en een legende werd.